# Amphoe Khok Si Suphan
Amphoe Khok Si Suphan (Thai อำเภอ โคกศรีสุพรรณ) ist ein Landkreis (Amphoe – Verwaltungs-Distrikt) der Provinz Sakon Nakhon. Die Provinz Sakon Nakhon liegt in der Nordostregion von Thailand, dem so genannten Isan.

## Geographie
Die Amphoe Khok Si Suphan liegt im äußersten Südosten der Provinz Sakon Nakhon und grenzt von Süden her im Uhrzeigersinn gesehen an die Amphoe Tao Ngoi, Mueang Sakon Nakhon und Phon Na Kaeo in der Provinz Sakon Nakhon, sowie an die Amphoe Wang Yang und Na Kae der Provinz Nakhon Phanom.

## Geschichte
Die Amphoe Khok Si Suphan ist aus einem am 5. Mai 1981 gebildeten „Zweigkreis“ (King Amphoe) entstanden, der aus den Tambon Tong Khop, Lao Phon Kho und Dan Muang Kham gebildet wurde, die zuvor zur Amphoe Sakon Nakhon gehörten.
Am 9. Mai 1992 erfolgte die Hochstufung zu einer vollen Amphoe.

## Verwaltung

### Provinzverwaltung
Der Landkreis Khok Si Suphan ist in vier Tambon („Unterbezirke“ oder „Gemeinden“) eingeteilt, die sich weiter in 53 Muban („Dörfer“) unterteilen.
| Nr. | Name           | Thai      | Muban | Einw.  |
| --- | -------------- | --------- | ----- | ------ |
| 1.  | Tong Khop      | ตองโขบ    | 18    | 12.515 |
| 2.  | Lao Phon Kho   | เหล่าโพนค้อ | 11    | 05.706 |
| 3.  | Dan Muang Kham | ด่านม่วงคำ  | 11    | 07.086 |
| 4.  | Maet Na Thom   | แมดนาท่ม   | 13    | 08.824 |

### Lokalverwaltung
Es gibt eine Kommune mit „Kleinstadt“-Status (Thesaban Tambon) im Landkreis:
- Tong Khop (Thai: เทศบาลตำบลตองโขบ) besteht aus dem gesamten Tambon Tong Khop.

Außerdem gibt es drei „Tambon-Verwaltungsorganisationen“ (องค์การบริหารส่วนตำบล – Tambon Administrative Organizations, TAO):
- Lao Phon Kho (Thai: องค์การบริหารส่วนตำบลเหล่าโพนค้อ)
- Dan Muang Kham (Thai: องค์การบริหารส่วนตำบลด่านม่วงคำ)
- Maet Na Thom (Thai: องค์การบริหารส่วนตำบลแมดนาท่ม)